# Liam Brady
Pour les articles homonymes, voir Brady.
Liam Brady, né à Dublin le 13 février 1956, est un joueur et entraîneur irlandais de football. Après avoir joué en Angleterre et en Italie, il devint entraîneur. Il a dirigé le centre de formation d’Arsenal FC et a été adjoint du sélectionneur de l’équipe de la république d'Irlande de football. Joueur, Liam Brady est un milieu de terrain technique, son pied gauche lui permettant d’avoir une haute qualité de contrôle du ballon et de passe. Il joue dans plusieurs grands clubs, parmi lesquels Arsenal FC, la Juventus de Turin et l'Inter Milan et est international irlandais. Il compte 72 sélections en équipe nationale irlandaise.

## Sa carrière de joueur
Après avoir commencé le football dans le club de son école, Liam Brady quitte Dublin pour Londres en 1970 à l’âge de 15 ans pour rejoindre le centre de formation d’Arsenal Football Club. Il devient professionnel en 1973 le jour de son 17e anniversaire et dispute son premier match avec l’équipe première d’Arsenal le 6 octobre 1973 contre Birmingham City. Il entre alors comme remplaçant de Jeff Blockley et réalise une prestation pleine d’assurance. Son match suivant, dans le derby contre Tottenham Hotspur se déroule beaucoup moins bien : Brady rate sa prestation. L’entraîneur, Bertie Mee, décide alors de l’utiliser avec parcimonie. Brady termine la saison 1973-1974 avec seulement 13 matchs à son actif dont quatre en tant que remplaçant.
La saison 1974-1975 est la première saison complète de Brady ; il en devient un joueur régulier. Il brille au milieu d’une équipe qui flotte avec la relégation. L’arrivée d’un nouvel encadrement avec Terry Neill au poste de manager et Don Howe à celui d’entraîneur permet à Brady d’atteindre son meilleur niveau. Ses passes donnent beaucoup de munitions aux buteurs de l’équipe que sont Malcolm Macdonald et Frank Stapleton. Arsenal se qualifie pour trois finales de Coupe d'Angleterre consécutives de 1978 à 1980. Arsenal gagne celle de 1979 contre Manchester United grâce à un but marqué à la dernière minute sur une action conduite par Brady.
Liam Brady est alors au sommet de son art à Arsenal. Il est élu trois fois meilleur joueur de son club et en 1979 il est élu meilleur joueur du championnat. Il est le premier Irlandais à obtenir ce titre. Lors de la saison 1979-1980, le bruit commence à courir que Brady souhaite quitter Arsenal à la recherche de nouveaux défis. La saison est fructueuse car Arsenal parvient à se qualifier pour la finale de la Coupe des coupes après avoir battu en demi-finale le club italien de la Juventus de Turin. En finale, c'est Valence CF qui l’emporte aux tirs au but. La performance de Brady ne manque pas d’impressionner les dirigeants de la Grande Dame italienne et à la fin de la saison ils font une offre de plus de 500 000 £ pour obtenir son transfert. Il reste à Arsenal comme un des plus talentueux joueurs ayant joué pour le club. Brady y a joué 307 matchs et marqué 59 buts.
Liam Brady, surnommé Chippy, passe ensuite deux saisons à la Juventus de Turin, remportant au passage deux titres de champion d’Italie en 1981 et 1982. Il marque le but de la victoire dans le match contre US Catanzaro qui attribue le titre de champion. Le président de la Juventus de Turin, Giampiero Boniperti souhaitant fortement faire venir Michel Platini, il se résout à rompre le contrat de Liam Brady... Quelque peu aigri, celui-ci, lors de l’été 1982, quitte Turin pour Gênes et s’engage avec la Sampdoria puis en 1984 l’Inter Milan. En 1986 il va à Ascoli Calcio 1898 avant de rentrer en Angleterre lors de l’été 1987. Il signe un contrat dans le club londonien de West Ham United. Il y reste trois ans pour 89 matchs joués et 9 buts avant d’arrêter sa carrière de joueur et de se tourner vers celle d’entraîneur.

## Sa carrière d'entraîneur
Sitôt sa carrière de joueur terminée, Liam Brady devient entraineur de football. Son premier poste est en Écosse : il est nommé manager du Celtic Football Club. Il dirige l’équipe entre 1991 et 1993. Il part ensuite pour l’Angleterre pour prendre en main l’équipe de Brighton & Hove Albion Football Club entre 1993 et 1995. Brady n’a jamais eu particulièrement de réussite dans ces deux clubs en proie à des difficultés financières. Au Celtic il ne remporte aucun titre en deux ans et doit porter le poids d’une défaite douloureuse en Coupe de l'UEFA contre les suisses de Neuchâtel Xamax 5-2 en 1991-1992. Une des plus lourde défaite du club en compétition européenne. Il n’a pas beaucoup plus de succès à Brighton qu’il quitte en désaccord avec la direction du club sur la façon de gérer celui-ci.
En juillet 1996, il regagne son club formateur, Arsenal, pour s’engager aux côtés d'Arsène Wenger comme adjoint responsable du centre de formation. Sous sa direction les équipes de jeunes d’Arsenal remportent le championnat d’Angleterre des jeunes en 1997-1998, le championnat des centres de formation  en moins de 17 ans en 2001-2002 la Coupe d’Angleterre des jeunes en 1999-2000 et 2000-2001 et le championnat des centres de formation  en moins de 19 ans en 2001-2002.
Liam Brady fait partie de la liste d’entraîneurs mise en avant après le licenciement de Steve Staunton de son poste de sélectionneur de l’équipe de république d'Irlande de football le 23 octobre 2007. Mais le 7 mars 2008, c’est l’italien Giovanni Trapattoni qui est choisi. Brady qui a joué sous ses ordres à la Juventus et qui connait parfaitement le football irlandais est choisi comme adjoint avec Marco Tardelli. Il continue en parallèle son travail à Arsenal.

## Palmarès
- Coupe d'Angleterre : 1
  - Arsenal FC : 1979
- Championnat d'Italie : 2
  - Juventus : 1981 et 1982
- Liam Brady est intronisé dans le temple de la renommée du football anglais en 2006 en reconnaissance de son influence sur le football anglais.

## Sources
- (en) Stephen McGarrigle, The Complete who's who of Irish international football : 1945-1996, Edimbourg, Mainstream Publishing, octobre 1996, 237 p. (ISBN 1-85158-894-9), p. 23-24